# Цвєтан Ночев
Цветан Петров Ночев (нар. 2 квітня 1950, Софія, Болгарія) — болгарський політик, дипломат. Генеральний консул Народної Республіки Болгарія в Києві. Був одружений з донькою 1-го секретаря ЦК Компартії України Володимира Щербицького Ольгою.

## Життєпис
Народився 2 квітня 1950 року в місті Софія. У 1977 році закінчив факультет міжнародних відносин та міжнародного права Київського державного університету ім. Т. Шевченка.
У 1990-х роках — був Генеральним консулом Народної Республіки Болгарія в Києві
У 1991—1993 рр. — в.о. Генерального консула Болгарії в Санкт-Петербурзі
У 2002—2007 рр. — Генеральний консул Болгарії в Санкт-Петербурзі
У 2008 — начальник відділу в дирекції «Європа ІІІ», Міністерство зовнішньої роботи Болгарії
У 2013 — повноважний міністр Посольства Болгарії в Росії